# Bondi

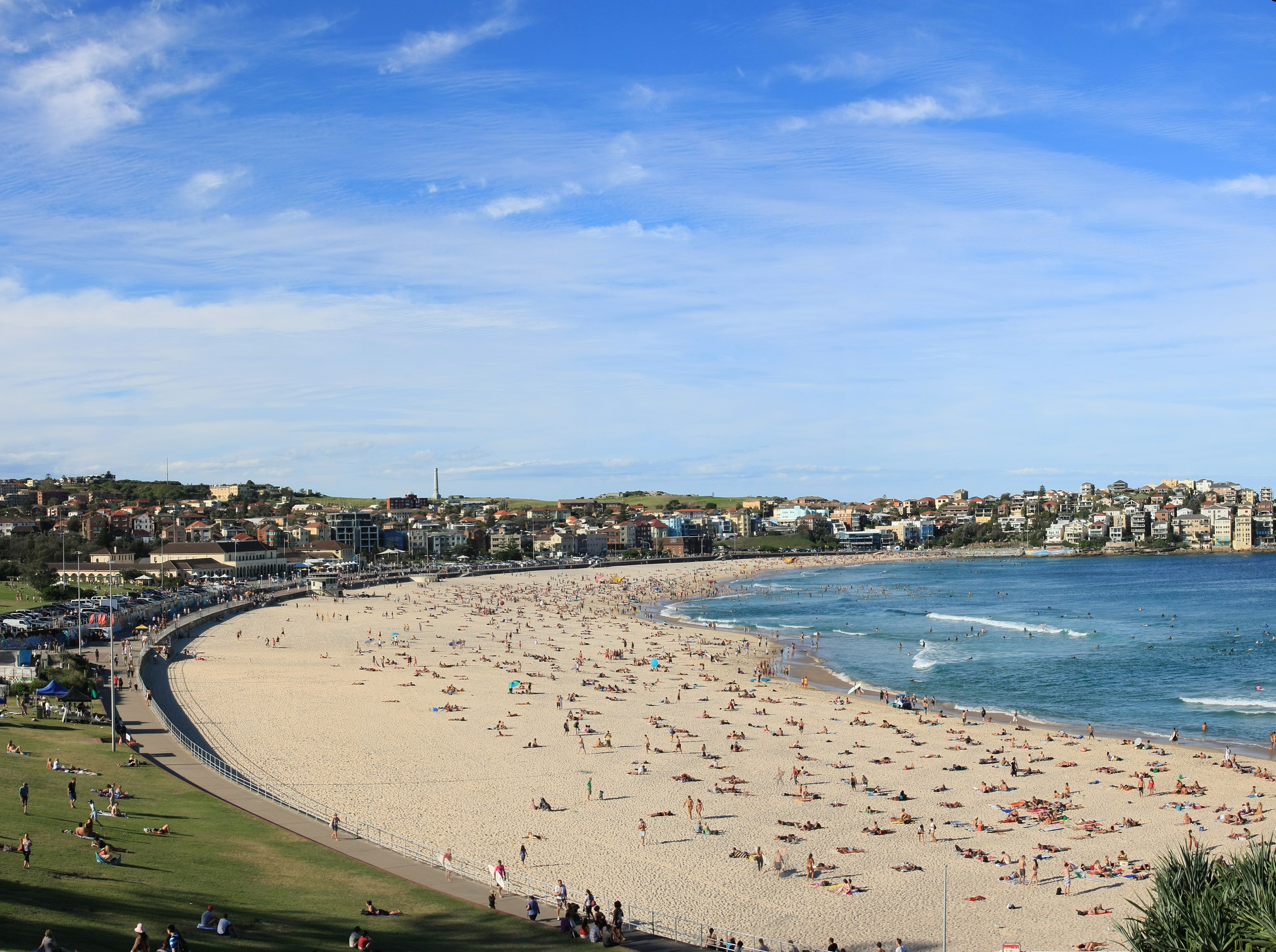
Bondi Beach

Bondi (pronuncia-se "Bon-dai")é um bairro (Bondi Junction) e uma praia (Bondi Beach) na região metropolitana de Sydney, na Austrália. Ambas as áreas são administradas pelo Waverley Council (Governo Regional do Subúrbio de Waverley), no Estado de Nova Gales do Sul.
O bairro de Bondi Junction é um dos maiores centros comerciais e residenciais de Sydney, localizando-se a poucos quilômetros da praia, a Leste, e cerca de 5 quilômetros do centro da cidade, a Noroeste. Possui um grande terminal de ônibus (ou autocarros) e uma estação de trem, sendo a última estação da Linha Leste de trens de Sydney (Eastern Suburbs Line).
A praia de Bondi é considerada a mais famosa da Austrália, sendo uma das principais atrações turísticas de Sydney. Embora sua beleza natural não seja tão impressionante como a de outras praias de Sydney, como Palm Beach ou mesmo a vizinha Bronte Beach, sua longa história e papel no desenvolvimento da cidade, além dos inúmeros cafés, restaurantes, bares, clubes, e hotéis localizados próximos à orla da praia, justificam sua fama na Austrália e no mundo.

## História

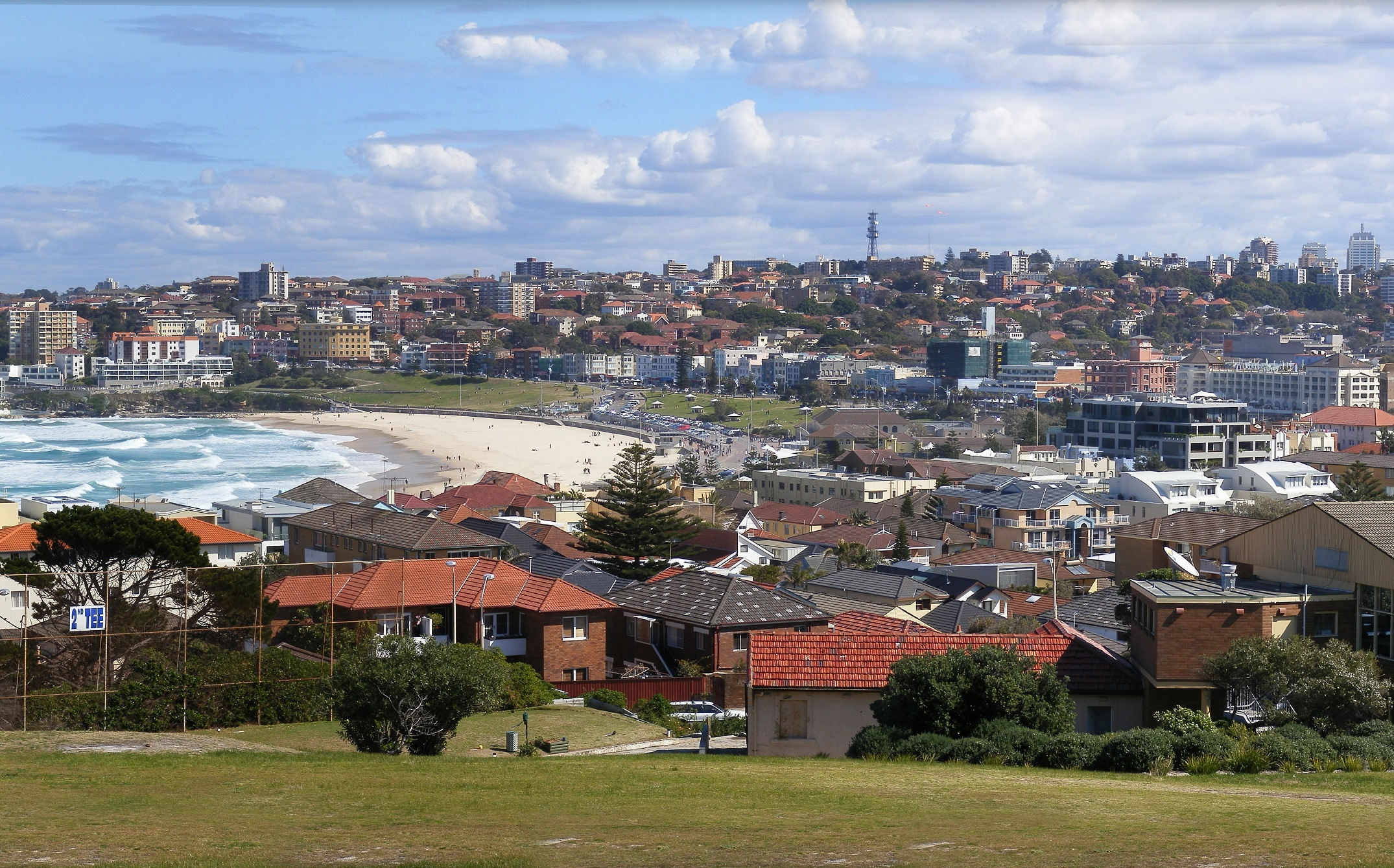
Região de Bondi Beach vista de North Bondi.

A palavra «Bondi» ou «Boondi» é de origem aborígene e significa água que surge sobre as rochas ou som da água que surge nas rochas.. 
Em 1809, o construtor de uma estrada, William Roberts, recebeu uma concessão de terra na zona. Em 1851, Edward Smith Hall e Francis O'Brien adquiriram 809.400 m2 da zona de Bondi que incluíam a maior parte da frente de praia. Hall era sogro de O'Brien. Entre 1855 e 1877 O'Brien adquiriu a participação do seu sogro na terra, passou a chamá-la "O'Brien Estate" e fez que a praia e a terra que a rodeava estivesse disponível para o público como terreno de picnic e lugar de entretenimento. Conforme a praia se foi fazendo progressivamente popular, O'Brien ameaçou terminar o acesso público. Porém, o Conselho Municipal pediu intervenção ao governo para fazer do local uma reserva pública. Em 9 de junho de 1882, Bondi Beach tornou-se praia pública.
Em 6 de fevereiro de 1938, 5 banhistas morreram afogados e cerca de 250 foram resgatados do mar após uma série de enormes ondas golpearem a praia e puxarem as pessoas para o mar, no dia que passou a ser conhecido como "Domingo negro".
Bondi Beach foi subúrbio de classe trabalhadora ao longo da maior parte do século XX. Após a Segunda Guerra Mundial, Bondi Beach e os Subúrbios Orientais converteram-se em lugar de emigrantes judeus da Polónia, Rússia, Hungria, Checoslováquia e Alemanha, enquanto uma forte corrente de emigração judia continuou até ao século XXI, principalmente da África do Sul, Rússia e Israel, tendo a região uma série de sinagogas, um açougue ou talho kosher e um Club Hakoah. Muitos brasileiros vivem na região, a maioria estudantes ou turistas temporariamente na Austrália, atraídos por todo ambiente e clima de praia.